# Haro (Indus)
Der Haro ist ein linker Nebenfluss des Indus in Pakistan.
Der Haro entsteht am Zusammenfluss seiner beiden Quellflüsse Stora Haro und Lora Haro 20 km nordöstlich von Islamabad in den westlichen Ausläufern des Himalaya im Distrikt Abbottabad in der Provinz Khyber Pakhtunkhwa. 
Der Haro fließt in überwiegend westlicher Richtung. Er wird von der Khanpur-Talsperre aufgestaut. Er fließt südlich an Attock vorbei und mündet unterhalb der Ghazi-Barotha-Talsperre, die an einem Seitenkanal des Indus liegt, in den Indus. Der Haro hat eine Länge von 120 km.